# Asphondylia helianthiglobulus
Asphondylia helianthiglobulus är en tvåvingeart som beskrevs av Osten Sacken 1878. Asphondylia helianthiglobulus ingår i släktet Asphondylia och familjen gallmyggor. Inga underarter finns listade i Catalogue of Life.